# Žorž Ruo
Žorž Ruo (fr. Georges Rouault; 1871 — 1958) je bio francuski predstavnik fovizma i ekspresionizma. Rođen je u Parizu u siromašnoj porodici, a studirao je u Školi lepih umetnosti u Parizu, koju je upisao 1891. Bio je u klasi Gistava Moroa, profesora na akademiji. On mu je bio omiljen učenik.
Godine 1907. počeo je da slika seriju slika posvećenih dvoru. Slikao je velike kraljeve i dvorske lude. Ovakvim temama on upućuje kritiku savremenom društvu. Posle ovoga on slika i religiozne slike jer je smatrao da religija moze da savlada sve nesreće savremenog sveta.